# 巴塞尔大教堂

巴塞爾大教堂

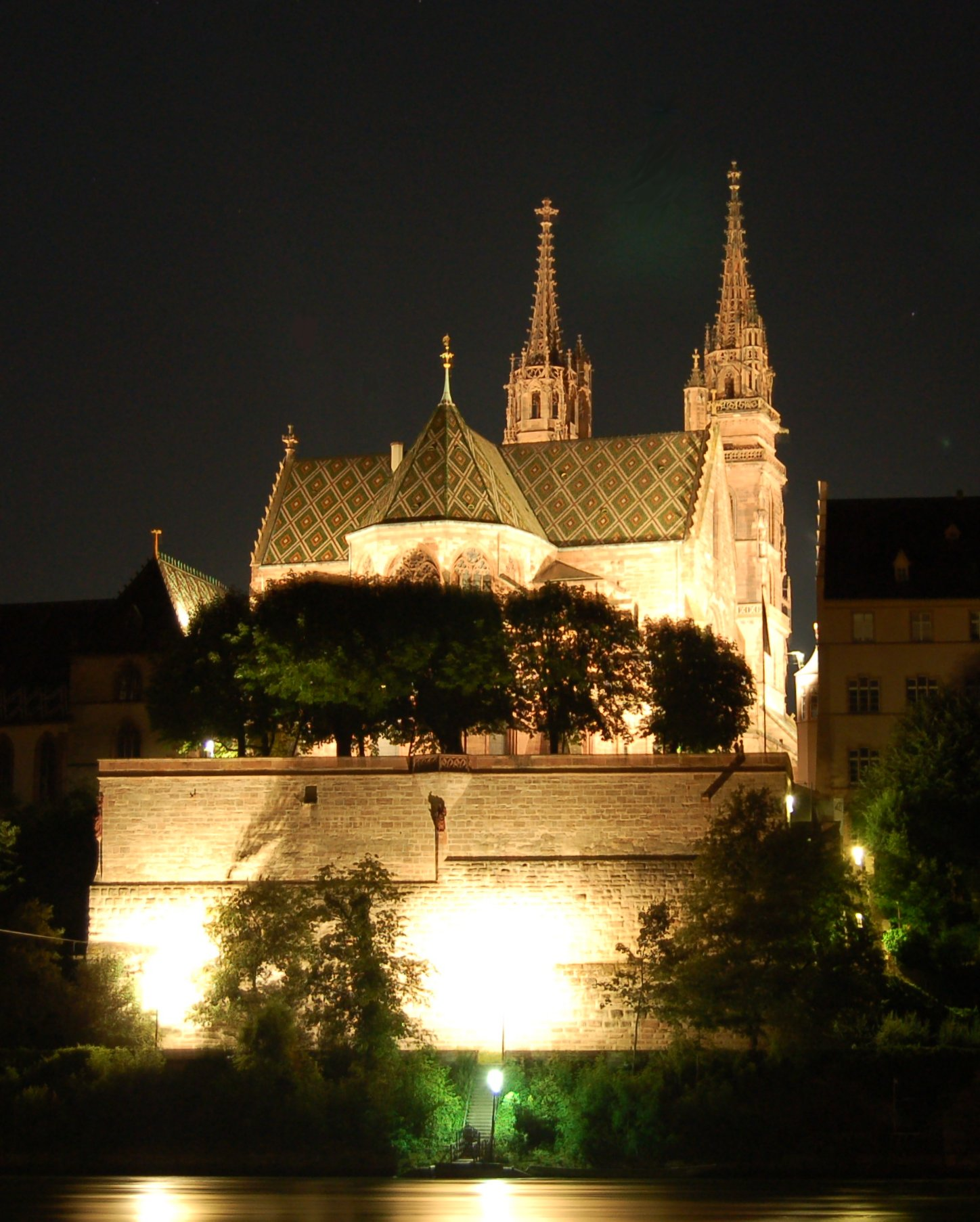
巴塞尔教堂夜景

巴塞尔大教堂（德語：Basler Münster）是瑞士巴塞尔的主要地标，这是一座红色砂岩建筑，彩色屋瓦，两个小塔，主屋顶十字型交叉。巴塞尔大教堂列入瑞士国家遗产名单。

## 历史
巴塞尔大教堂原来是天主教的主教座堂，今天属于新教归正会，兴建于1019-1500年，为罗曼式和哥特式风格。罗曼式建筑毁于1356年巴塞尔地震，由Johannes Gmünd，他同时负责弗赖堡主教座堂的重建。1421年这座建筑由乌尔姆大教堂和斯特拉斯堡主教座堂钟楼的建筑师乌尔里希Ensingen加以扩建。南塔由汉斯冯Nußdorf完成于1500年。

## 画廊

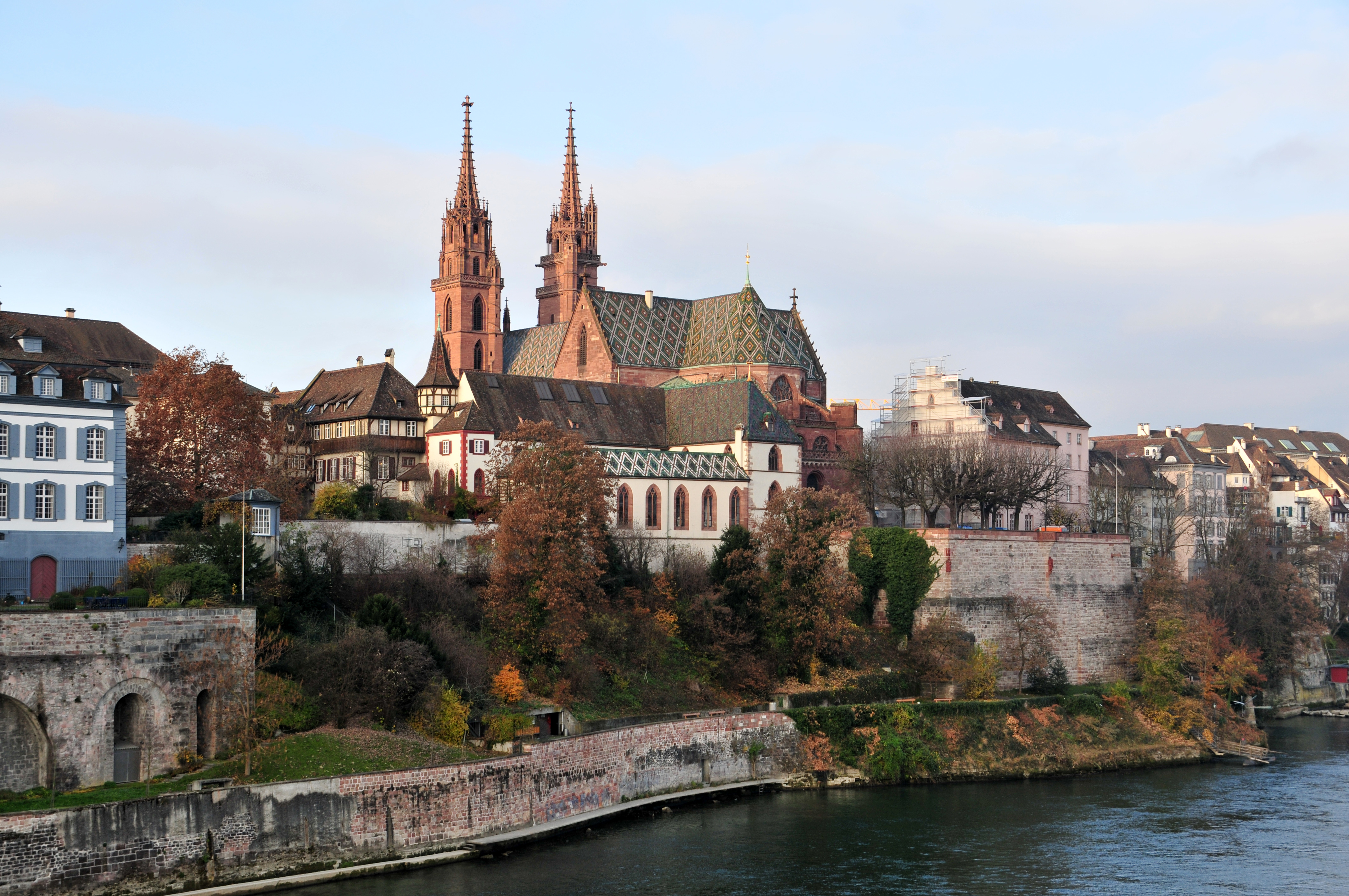
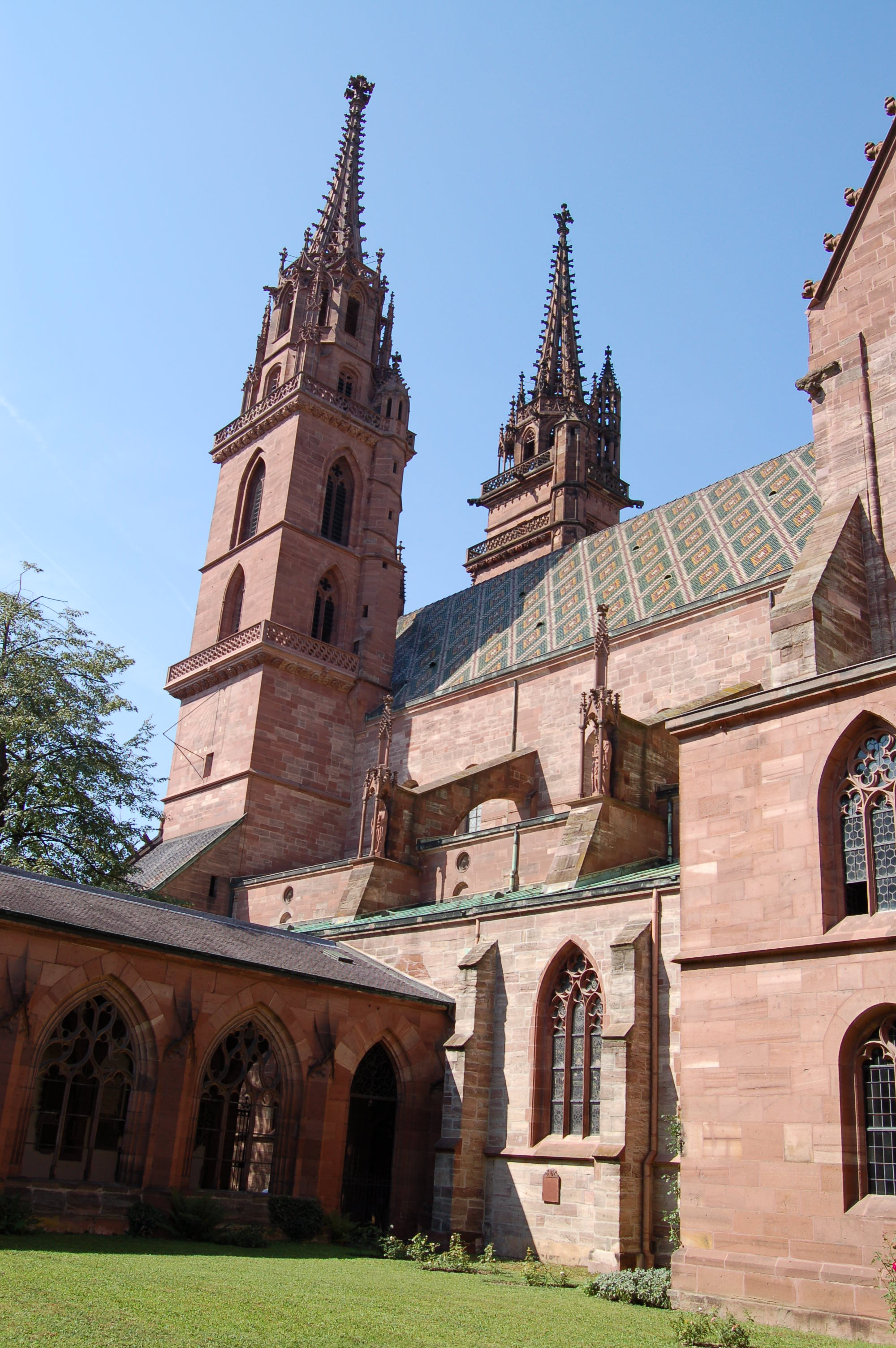
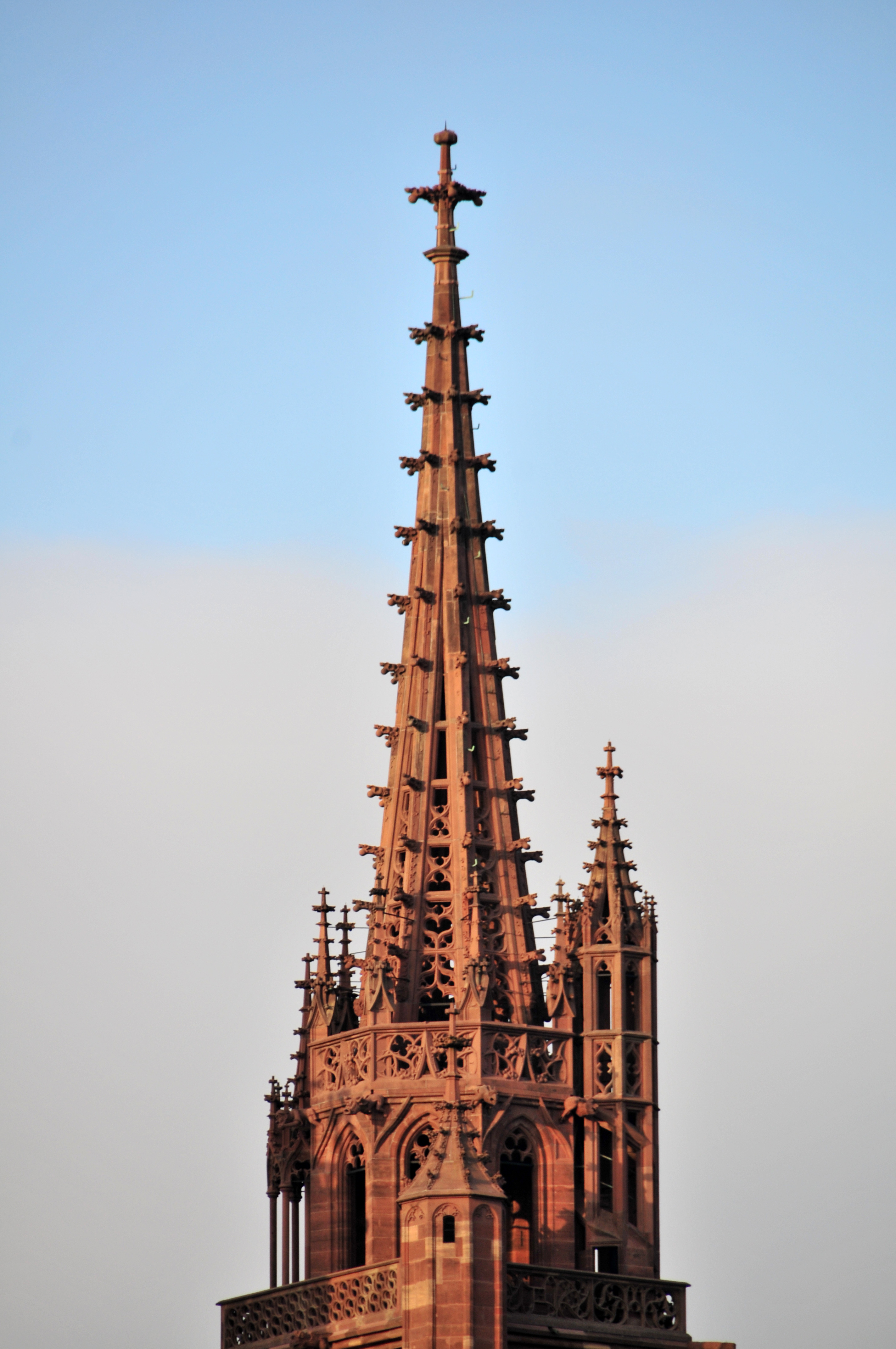
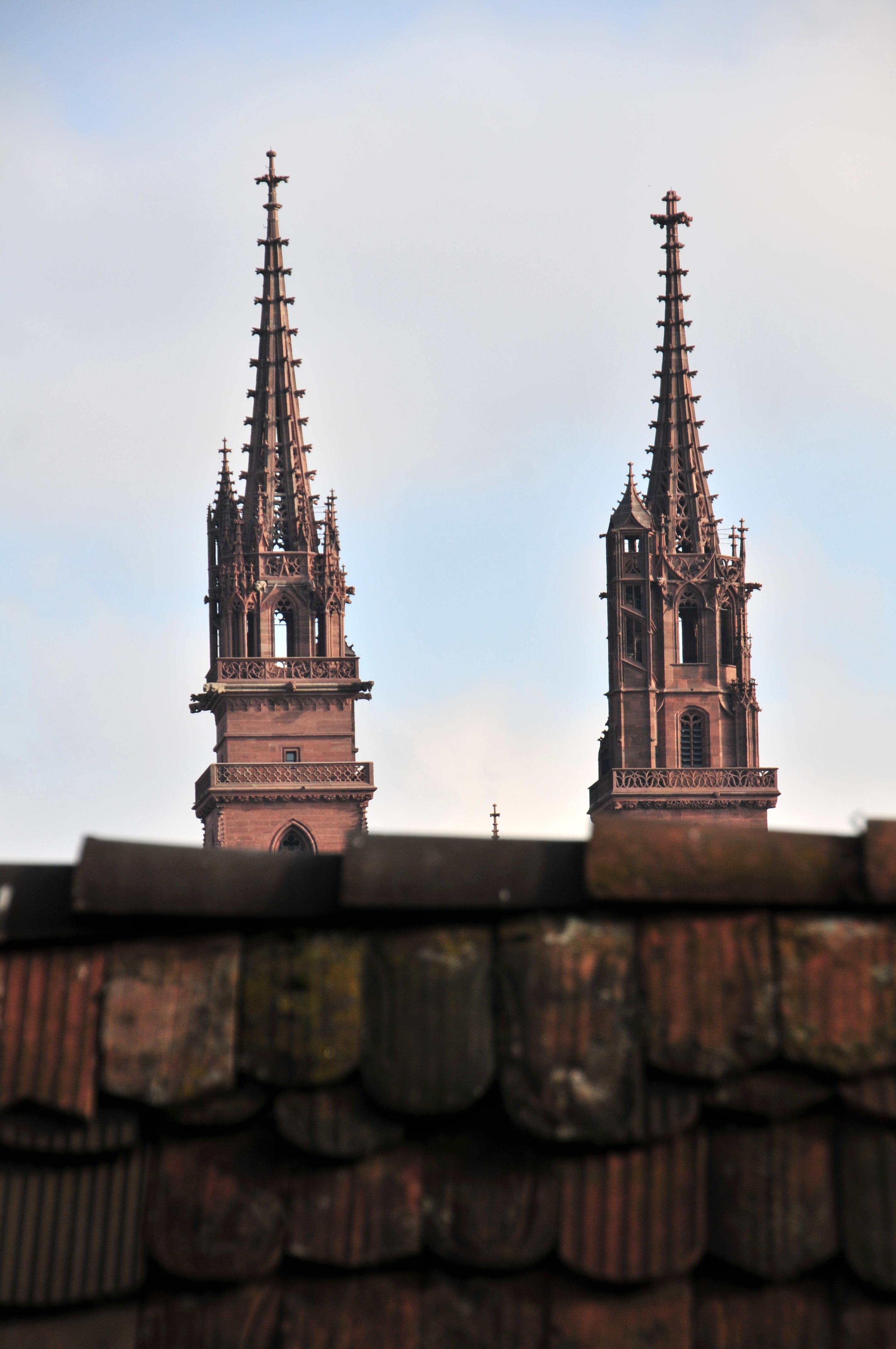
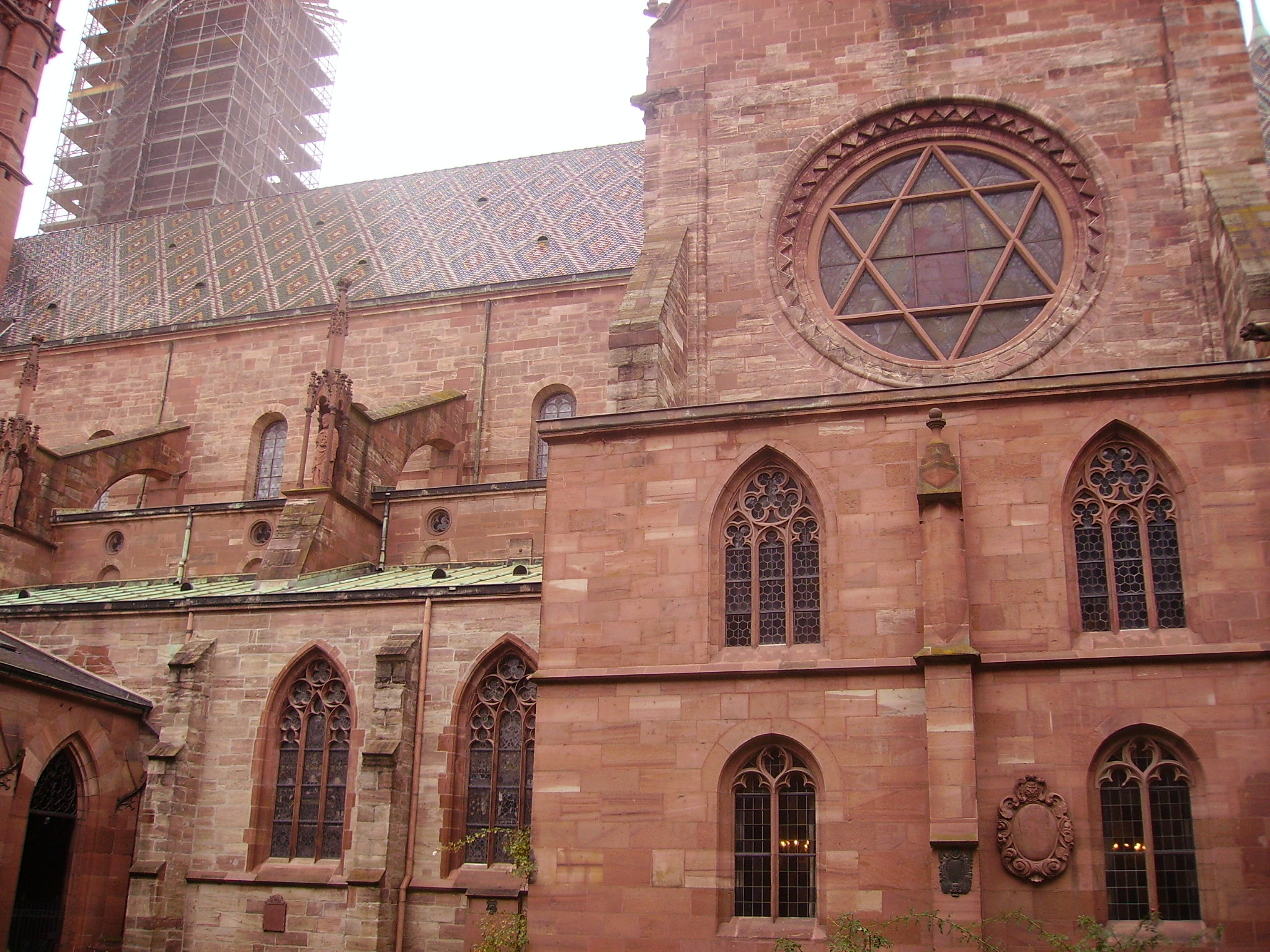
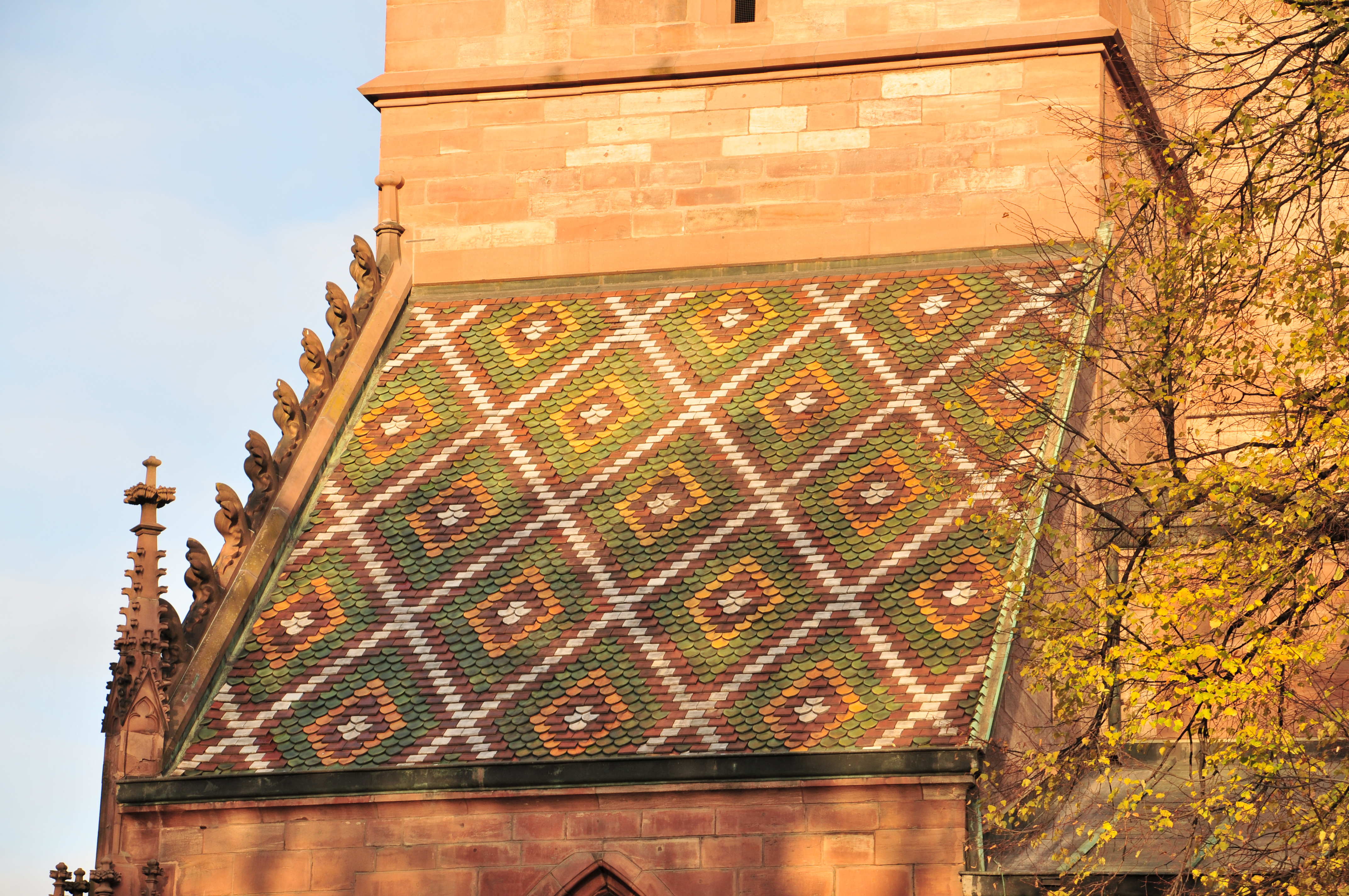
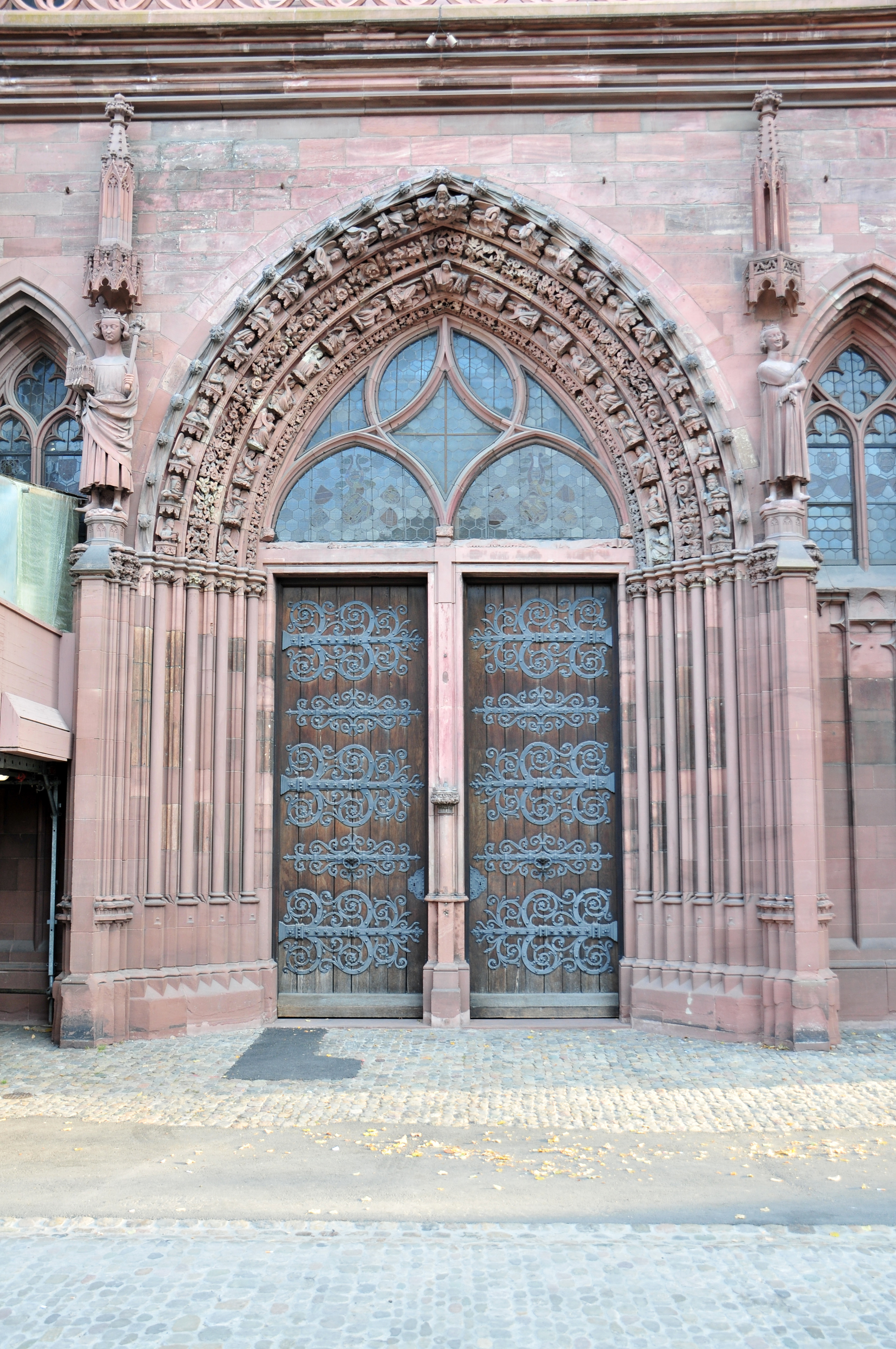
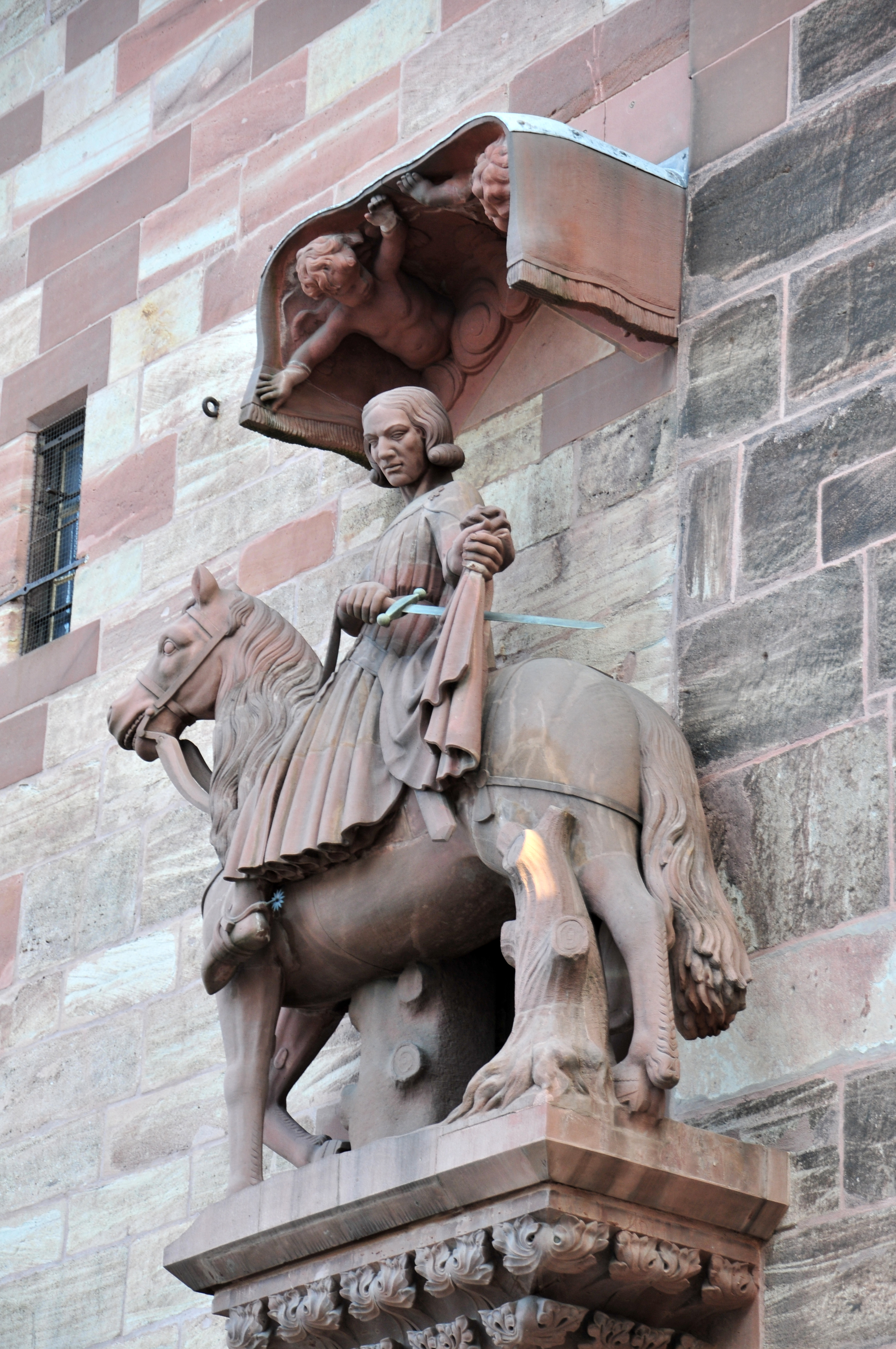
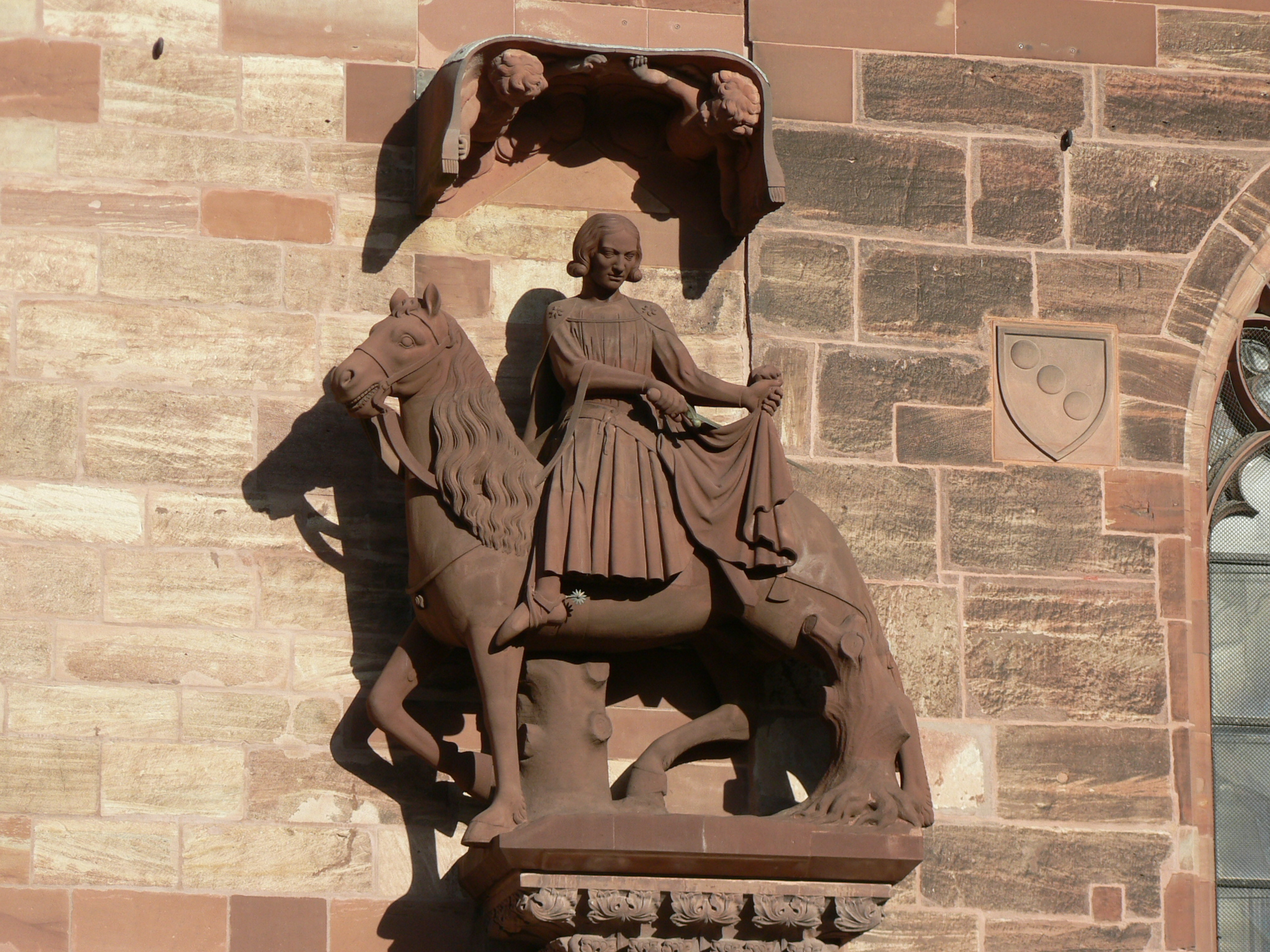
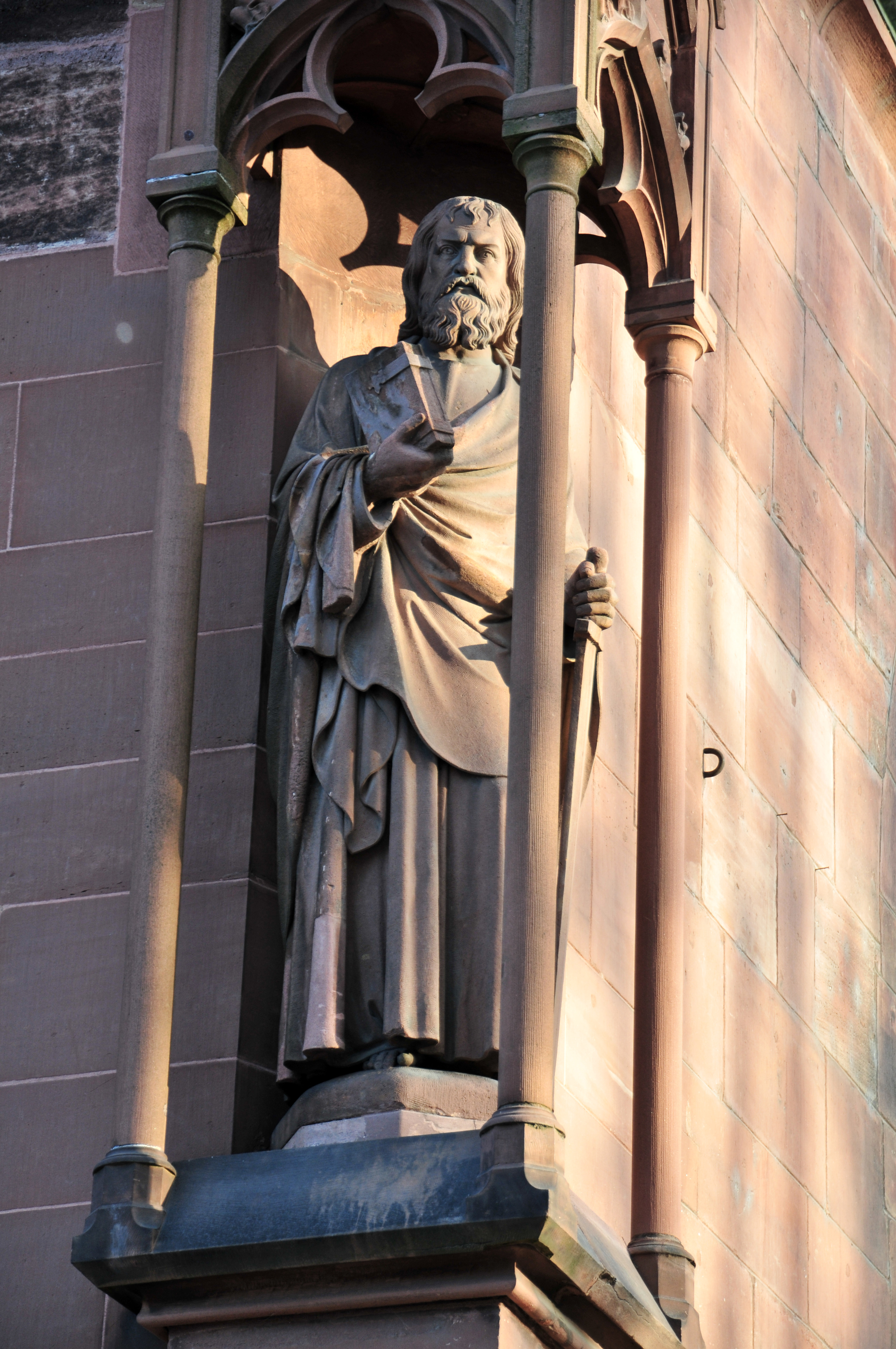
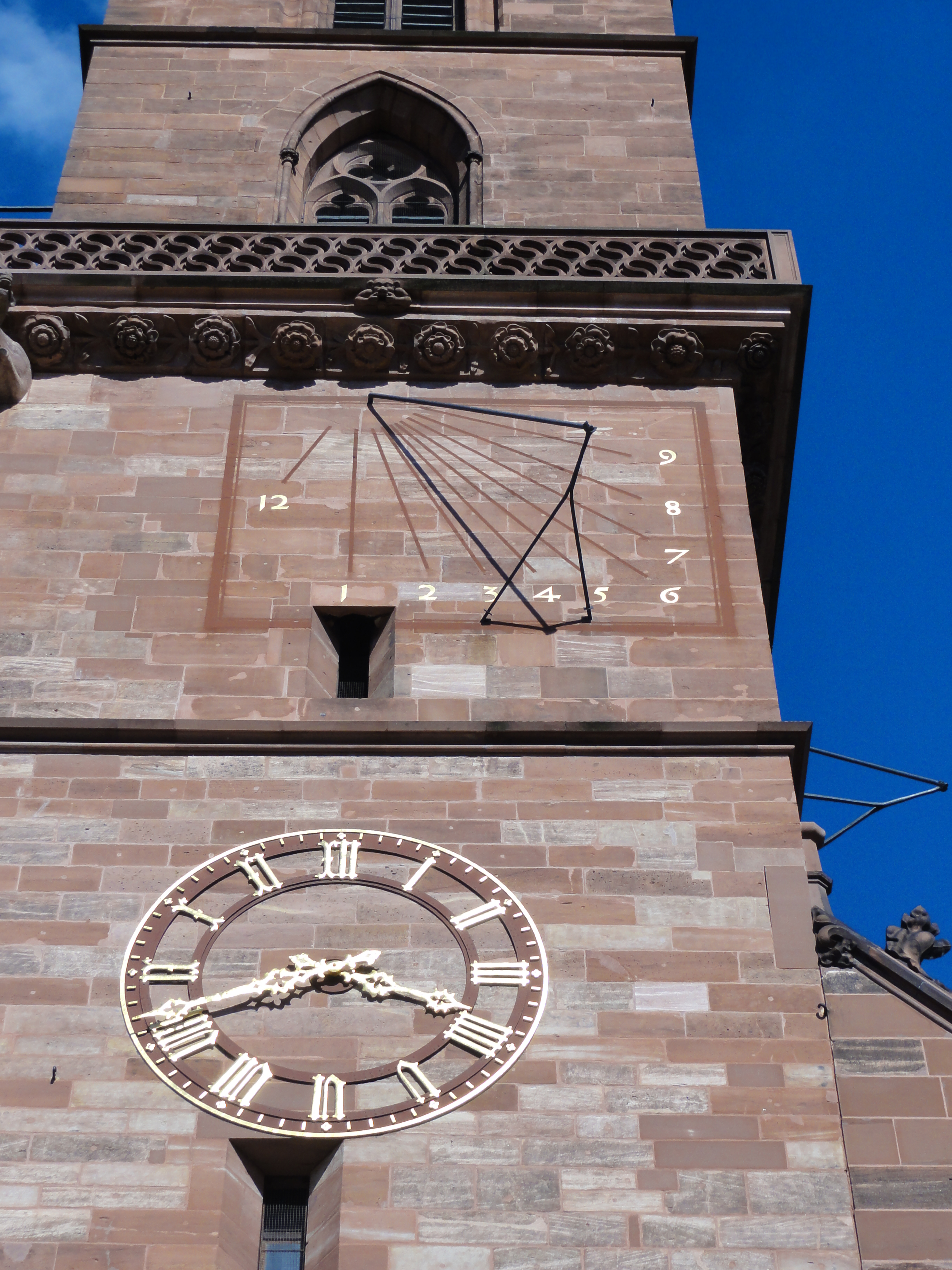
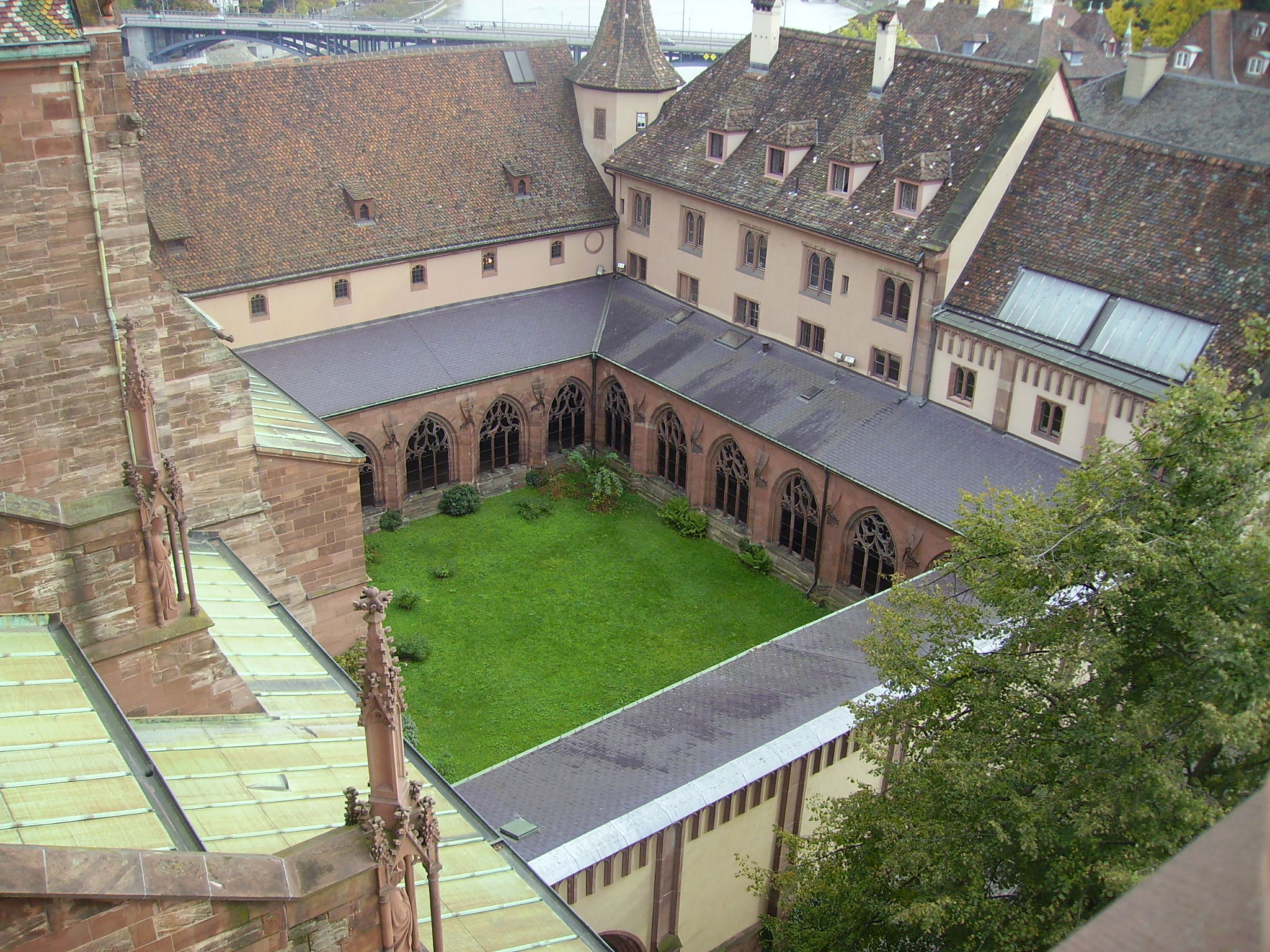
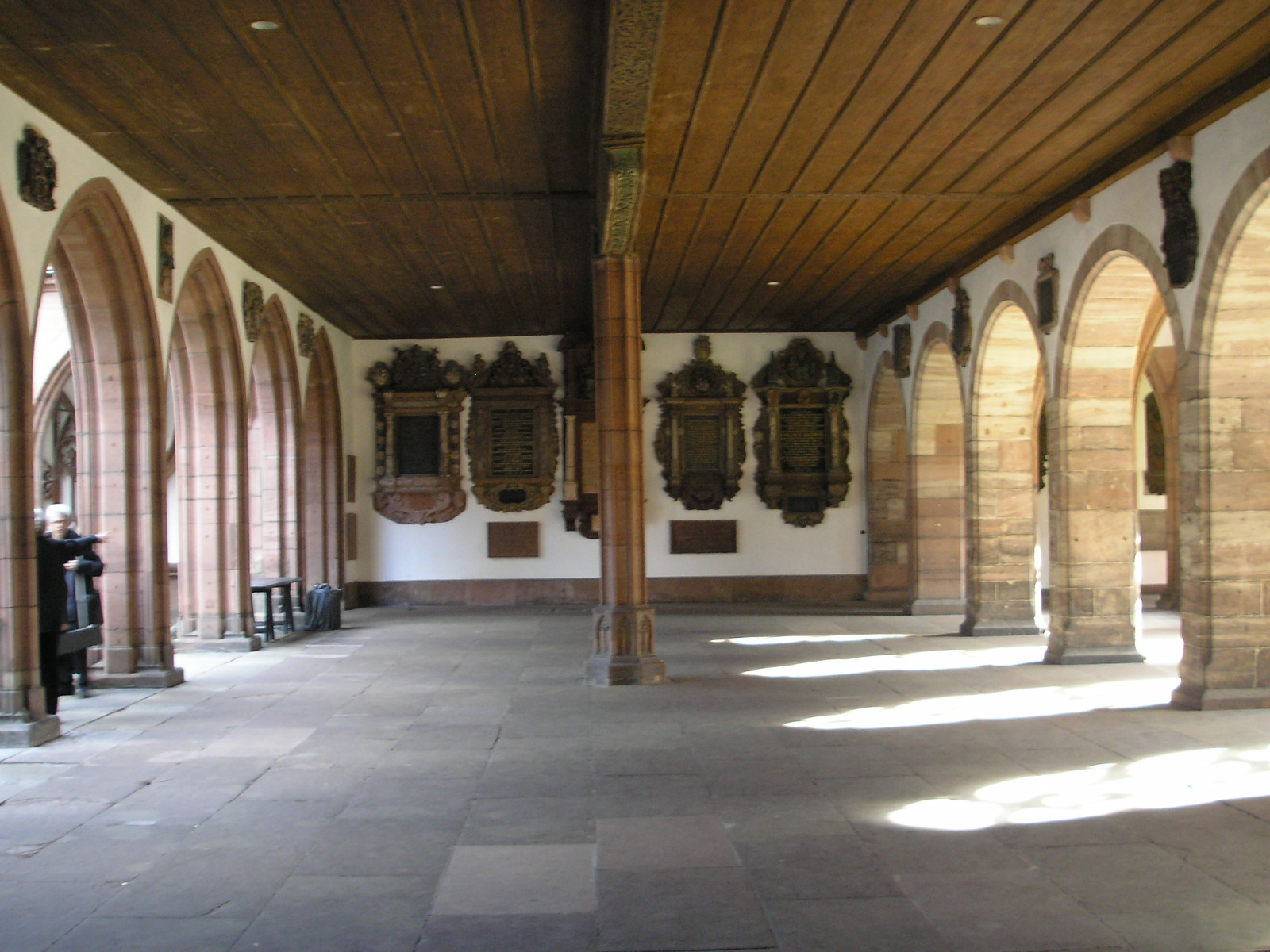
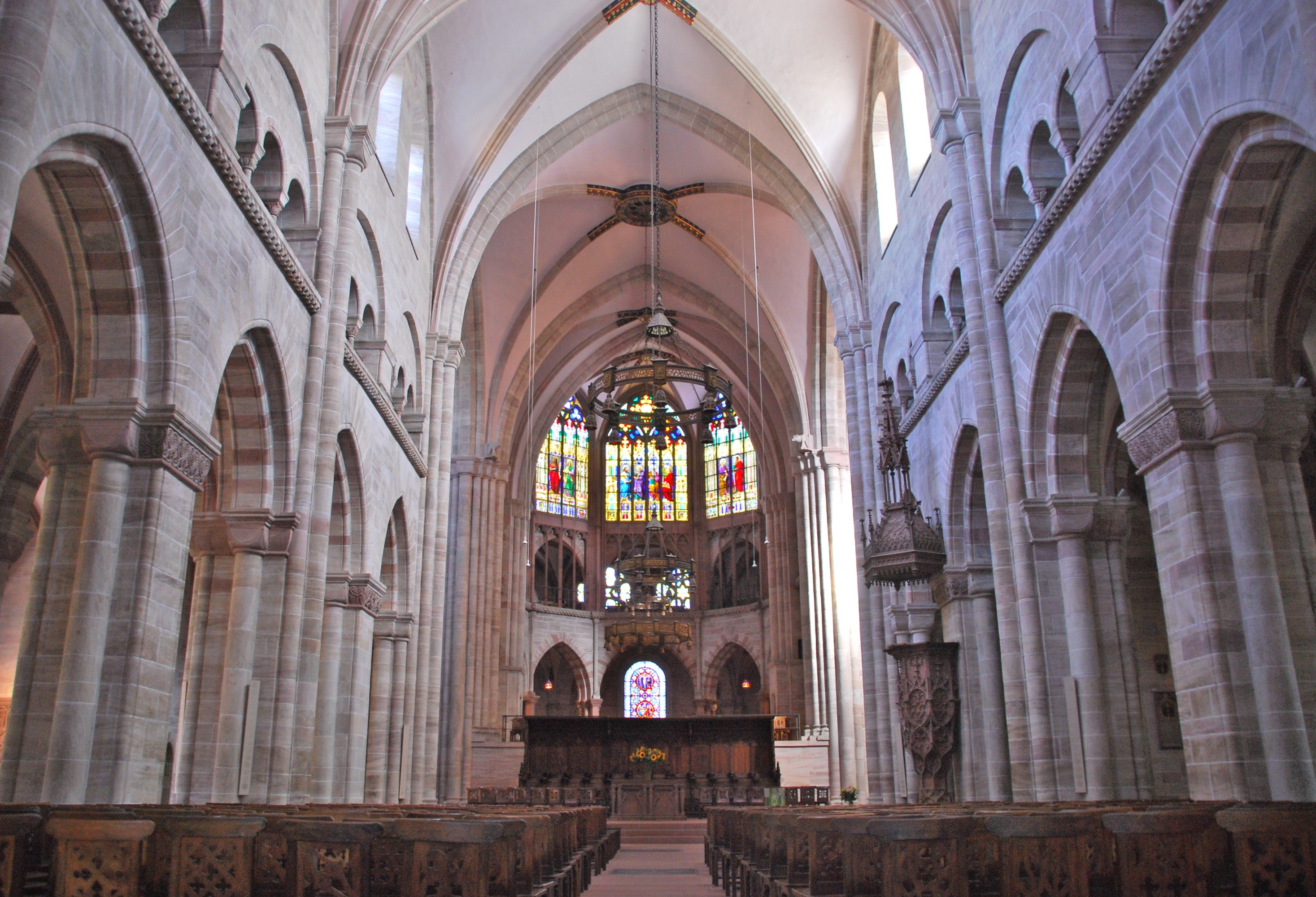

## 殓葬
- 伊拉斯谟